# Gonka s presledovaniem
Gonka s presledovaniem (Гонка с преследованием) è un film del 1979 diretto da Ol'gerd Voroncov.

## Trama
Stepan Čekmenev è un forte padrone di casa, ha una grande casa nel villaggio, una moglie, due figli e lavora come camionista. Una volta, di ritorno da un volo regolare, in tarda serata si reca dai genitori della moglie in un villaggio vicino, portando con sé una pistola, pensando di sparare alle anatre lungo la strada. Raggiunta la foresta, inizia a cacciare quasi nell'oscurità totale. Dopo aver sparato più volte, inizia a farsi strada tra i boschetti in cerca di prede e inciampa inaspettatamente sul cadavere di un giovane ragazzo. Stepan è trafitto dal pensiero terribile che sia stato lui a sparargli. Terrorizzato, corre da lì, pensando solo a come lasciare velocemente questi luoghi in qualche volo lontano